# 呉ソフトウェア工房
株式会社呉ソフトウェア工房（くれソフトウェアこうぼう、登記社名: 株式会社呉ソフトウエア工房）は、埼玉県さいたま市見沼区に本社を置くコンピュータソフトウェアの企画、開発および販売を事業内容とする日本の企業。

## 会社概要
社長の呉英二こと石原彰生（1952年3月11日 -）は、もとは中学校で理科の教師をしており、1978年に発売されたシャープのパソコン「MZ-80K」に触れたのをきっかけにパソコンに熱中するようになる。
教師を辞め、フリーのゲームデザイナーとして電波新聞社から何作かの作品を発表したのち、1985年に有限会社呉ソフトウエア工房を設立。1992年、株式会社に改組。
一画面に大量のキャラを登場させ、それぞれがAIにて独自の動作をする「ゴチャキャラシステム」によるゲーム作りを得意としている。日本ファルコム『英雄伝説 空の軌跡SC』ではシナリオ・スクリプトとして参加。その縁で、呉は2013年12月に日本ファルコムの社外監査役に就任している。
呉は自ら「業界最年長プログラマー」とうたっており、未だなお新しい技術に積極的に取り組んでいる。『ファーストクイーン』のWEB動作化を進めていたこともあり、2021年6月にはスマホ版新作「FQ1NEXT」をリリースしている。
手がけた作品中には社長自身のメタファーである「クレイじいさん」というキャラがよく登場する。
自社製品のパッケージイラストに拘りを持っており、かつては天野喜孝や末弥純といった、有名どころを起用していた。

## 主なソフト
タイトルと発売機種/発売年を記載。

### 呉ソフトウェア工房設立前
- ポンコツ船サバイバル (PC-88/1983年) - 「マイコン」誌に掲載された後、電波新聞社より製品化。
- ゴールドラッシュ (PC-88/1983年) - 「マイコン」誌に掲載された後、電波新聞社より製品化。
- 空間浮遊都市ゼノン (PC-88/1983年、PC-88SR/1986年、X1/1986年) - 電波新聞社より販売された、縦スクロールシューティング。 PC-88SR専用版は動作速度が向上し、BGM・効果音が追加されている。
- 超次元戦士エプシロン3 (PC-88/1985年) - BPSより販売された、3Dリアルタイムロールプレイング。

### 呉ソフトウェア工房設立後
- スーパーゼノン ガンマー5 (PC-88/1986年、PC-88SR/1986年、FM-7/1986年、X1/1986年) - 電波新聞社より販売された、縦スクロールアクションシューティング。
- アルゴー (PC-88SR/1986年、PC-98/1987年、FM-7/1988年、X1/1988年) - 初の自社販売ソフト。 3Dリアルタイムロールプレイング。
- シルバーゴースト (PC-88SR/1988年、X1/1988年)
- ファーストクイーンシリーズ
  - ファーストクイーン (PC-98/1988年、X68K/1988年、SFC/1994年、Windows/2001年) - SFC版/Windows版にはオルニック戦記の副題が付く。SFC版のみカルチャーブレーンより販売。
  - ファーストクイーンII 砂漠の女王 (PC-98/1990年、Windows/2004年)
  - ファーストクイーンIII (PC-98/1993年、Windows/2004年)
  - ファーストクイーンIV バルシア戦記 (PC-98/1994年、DOS/1994年、PS/1996年、Windows/2004年)
  - ファーストクイーン ザ・ニューワールド (Windows/1999年) - アンバランスより販売。
- デュエル (PC-88SR/1989年、PC-98/1990年)
- 川中島異聞録 (PC-98/1992年)
- ダークセラフィム (PC-98/1995年、DOS/1995年)
- デュエルサクセション (PC-98/1996年、DOS/1996年)
- だれでもテニス (Windows/2004年)
- ゴルフ始めました! (Windows/2005年)